# Hylaeamys
Hylaeamys és un gènere de rosegadors orizominis que viuen a Sud-amèrica, principalment als boscos humits situats a l'est dels Andes. Les espècies d'aquest grup es classificaren durant molt de temps al gènere Oryzomys. Els seus parents més propers són Euryoryzomys, Transandinomys, Nephelomys, Oecomys i Handleyomys. El nom genèric Hylaeamys significa ‘ratolí de bosc’.